# Cuthona

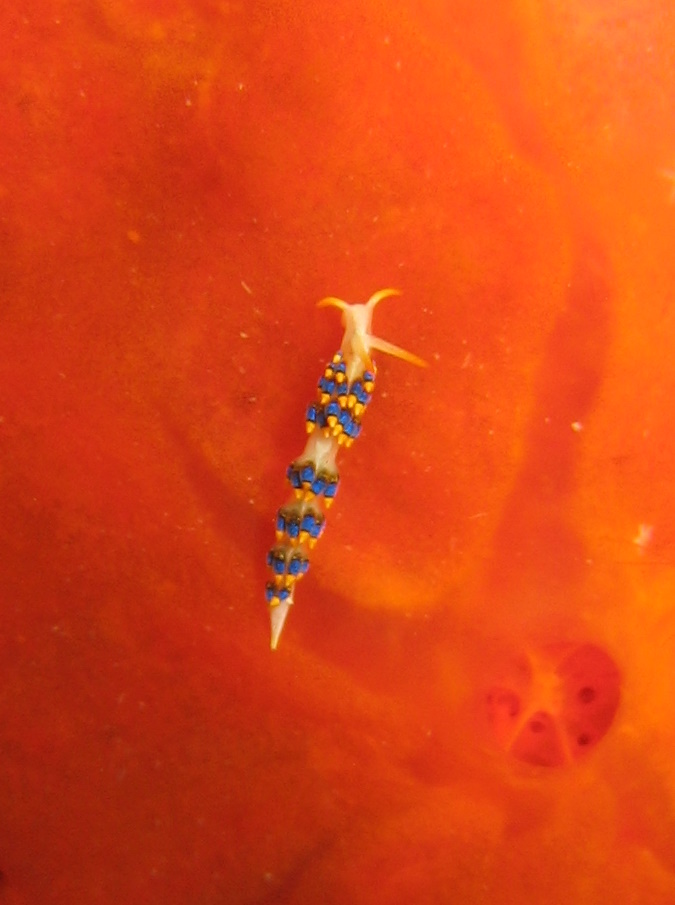
Cuthona caerulea sobre la esponja incrustante Crambe crambe

Cuthona es un género de moluscos nudibranquios de la familia Tergipedidae.

## Especies
El Registro Mundial de Especies Marinas acepta las siguientes especies válidas en el género:
- Cuthona abronia (MacFarland, 1966)
- Cuthona albocrusta (MacFarland, 1966)
- Cuthona albopunctata (Schmekel, 1968)
- Cuthona amoena (Alder & Hancock, 1845)
- Cuthona antarctica (Pfeffer, 1886)
- Cuthona anulata (Baba, 1949)
- Cuthona barbadiana Edmunds & Just, 1983
- Cuthona behrensi Hermosillo & Valdés, 2007
- Cuthona berghi (Friele, 1902)
- Cuthona beta (Baba & Abe, 1964)
- Cuthona caerulea (Montagu, 1804)
- Cuthona claviformis Vicente, 1974
- Cuthona cocoachroma Williams & Gosliner, 1979
- Cuthona columbiana (O'Donoghue, 1922)
- Cuthona concinna (Alder & Hancock, 1843)
- Cuthona correai Ortea, Caballer & Moro, 2002
- Cuthona crinita Minichev, 1972
- Cuthona destinyae Hermosillo & Valdés, 2007
- Cuthona diminutiva Gosliner, 1980
- Cuthona distans Odhner, 1922
- Cuthona divae (Er. Marcus, 1961)
- Cuthona diversicolor Baba, 1975
- Cuthona elenae (Martynov, 2000)
- Cuthona elioti Odhner, 1944
- Cuthona ferruginea (Friele, 1902)
- Cuthona fidenciae (Ortea, Moro & Espinosa, 1999)
- Cuthona flavovulta (MacFarland, 1966)
- Cuthona foliata (Forbes & Goodsir, 1839)
- Cuthona fructuosa (Bergh, 1892)
- Cuthona fulgens (MacFarland, 1966)
- Cuthona futairo Baba, 1963
- Cuthona genovae (O'Donoghue, 1929)
- Cuthona georgiana (Pfeffer in Martens & Pfeffer, 1886)
- Cuthona giarannae Valdés, Moran & Woods, 2012
- Cuthona granosa (Schmekel, 1966)
- Cuthona gymnota (Couthouy, 1838)
- Cuthona hamanni Behrens, 1987
- Cuthona henrici Eliot, 1916
- Cuthona herrerai Ortea, Moro & Caballer, 2002
- Cuthona ilonae (Schmekel, 1968)
- Cuthona iris Edmunds & Just, 1983
- Cuthona kanga (Edmunds, 1970)
- Cuthona kuiteri Rudman, 1981
- Cuthona lagunae (O'Donoghue, 1926)
- Cuthona leopardina (Vayssière, 1888)
- Cuthona lizae Angulo-Campillo & Valdés, 2003
- Cuthona longi Behrens, 1985
- Cuthona macquariensis (Burn, 1973)
- Cuthona millenae Hermosillo & Valdés, 2007
- Cuthona miniostriata (Schmekel, 1968)
- Cuthona modesta (Eliot, 1907)
- Cuthona nana (Alder & Hancock, 1842)
- Cuthona netsica (Er. Marcus & Ev. Marcus, 1960)
- Cuthona norvegica (Odhner, 1929)
- Cuthona ocellata (Schmekel, 1966)
- Cuthona odhneri Er. Marcus, 1959
- Cuthona ornata Baba, 1937
- Cuthona pallida (Eliot, 1906)
- Cuthona paucicirra Minichev, 1972
- Cuthona perca (Er. Marcus, 1958)
- Cuthona phoenix Gosliner, 1981
- Cuthona poritophages Rudman, 1979
- Cuthona puellula (Baba, 1955)
- Cuthona pumilio Bergh, 1871
- Cuthona punicea Millen, 1986
- Cuthona purpureoanulata (Baba, 1961)
- Cuthona pusilla (Bergh, 1898)
- Cuthona pustulata (Alder & Hancock, 1854)
- Cuthona riosi Hermosillo & Valdés, 2008
- Cuthona rolleri Gosliner & Behrens, 1988
- Cuthona rubescens Picton & Brown, 1978
- Cuthona rubra (Edmunds, 1964)
- Cuthona scintillans M. C. Miller, 1977
- Cuthona sibogae (Bergh, 1905)
- Cuthona speciosa (Macnae, 1954)
- Cuthona suecica (Odhner, 1940)
- Cuthona thompsoni Garcia, Lopez-Gonzalez & Garcia-Gómez, 1991
- Cuthona tina (Er. Marcus, 1957)
- Cuthona valentini (Eliot, 1907)
- Cuthona veronicae (A. E. Verrill, 1880)
- Cuthona virens (MacFarland, 1966)
- Cuthona viridis (Forbes, 1840)
- Cuthona willani Cervera, Garcia-Gomez & Lopez-Gonzalez, 1992
- Cuthona yamasui Hamatani, 1993

- Cuthona germaini Risbec, 1937 (nomen dubium)
- Cuthona mimetica Pruvot-Fol, 1930 (nomen dubium)

## Galería

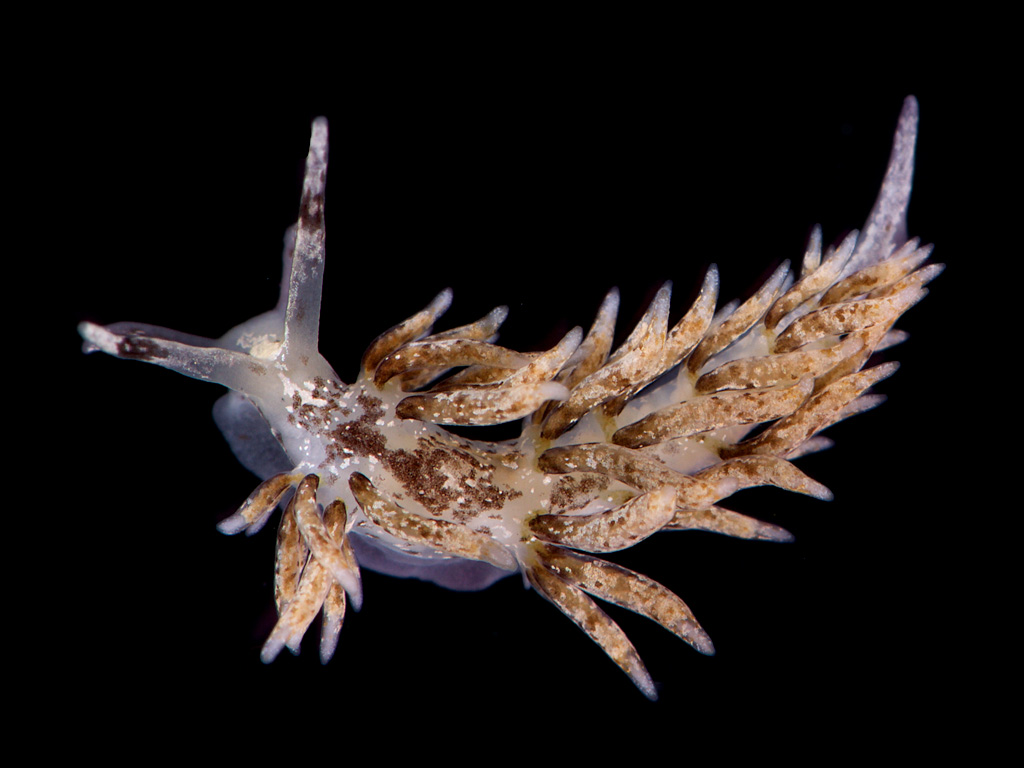
Cuthona amoena
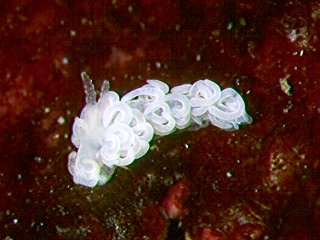
Cuthona anulata
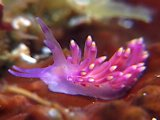
Cuthona beta
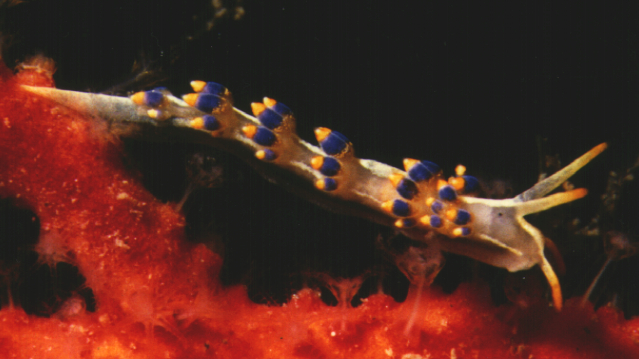
Cuthona caerulea
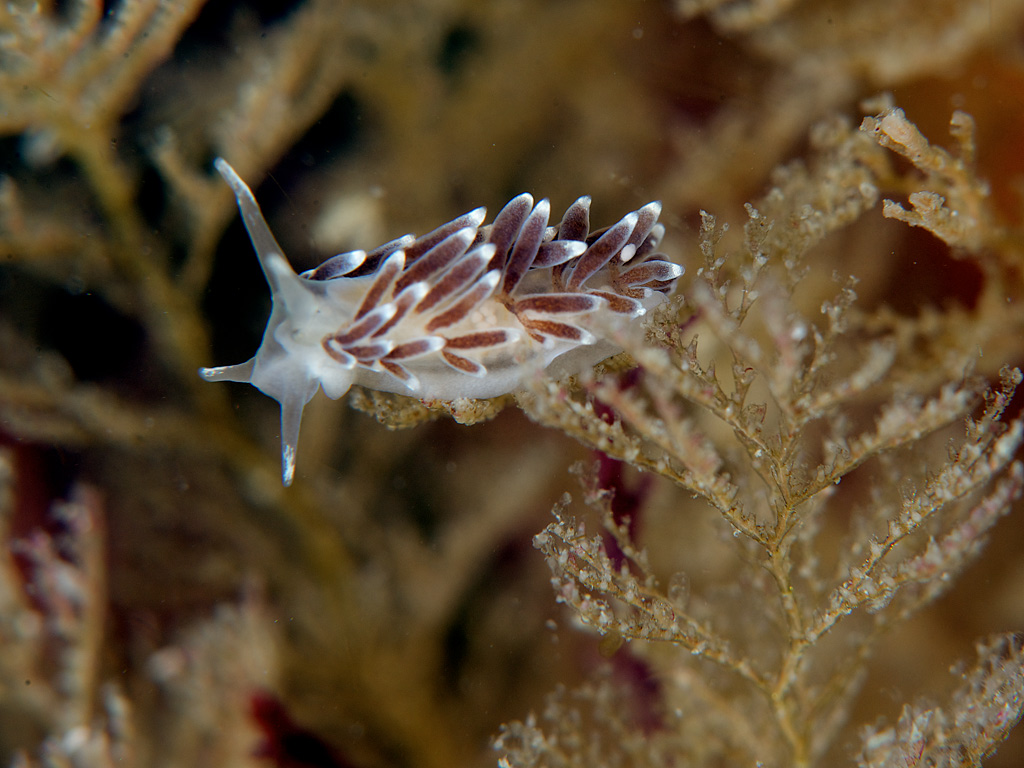
Cuthona concinna
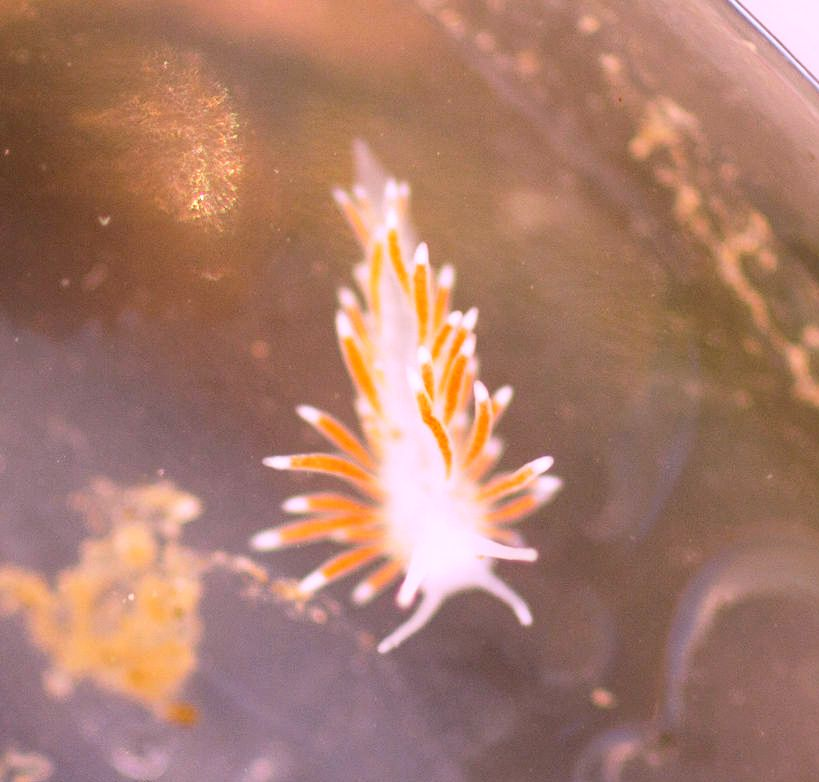
Cuthona divae
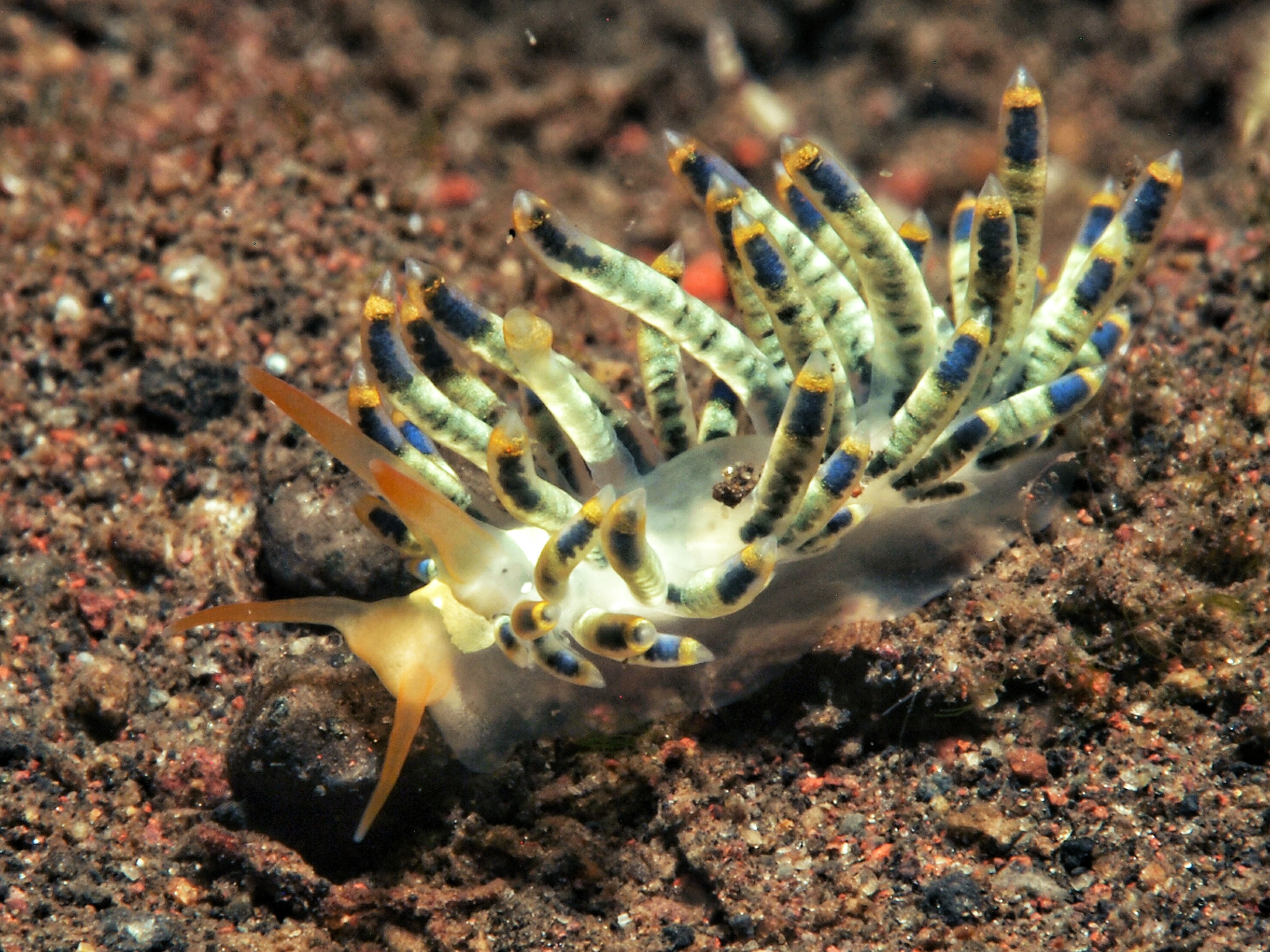
Cuthona diversicolor
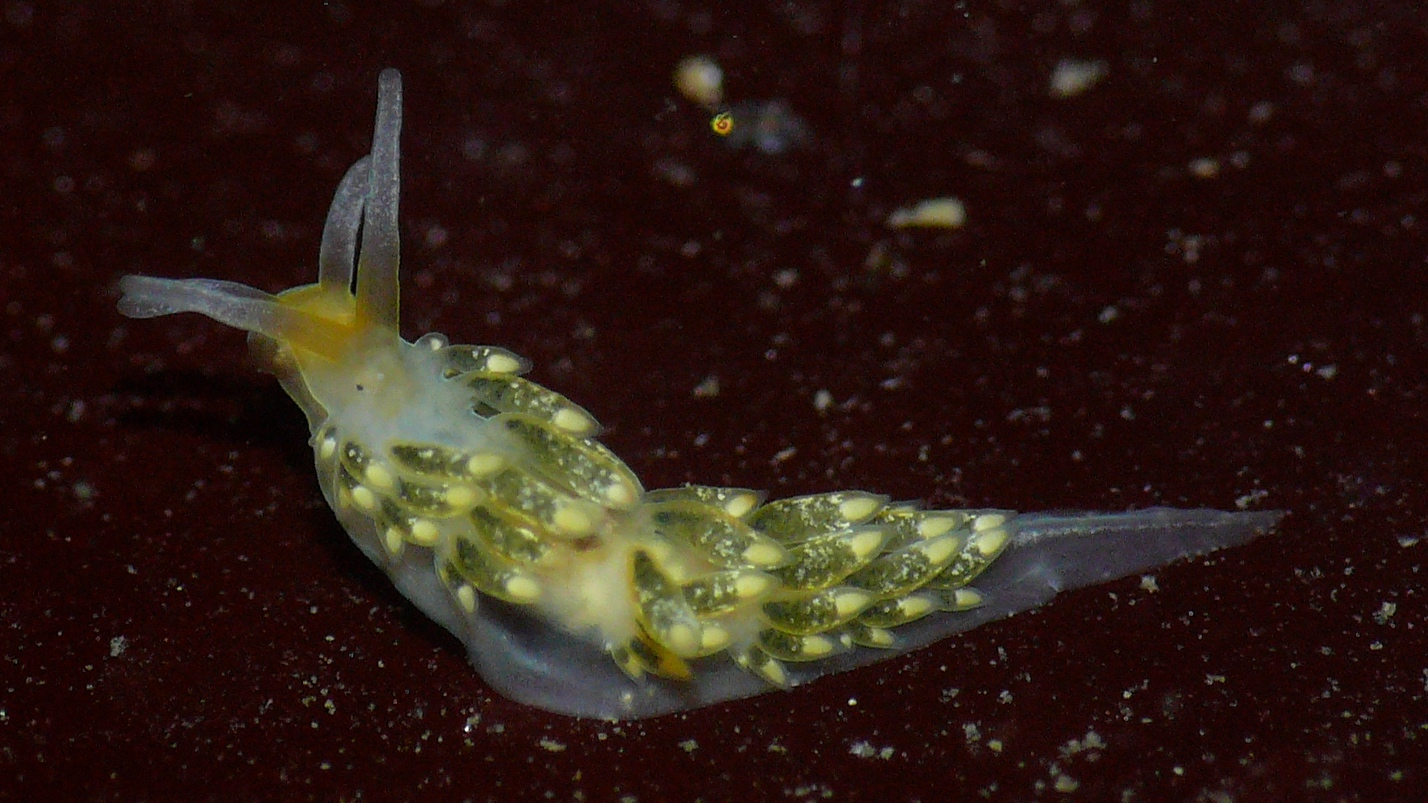
Cuthona flavovulta
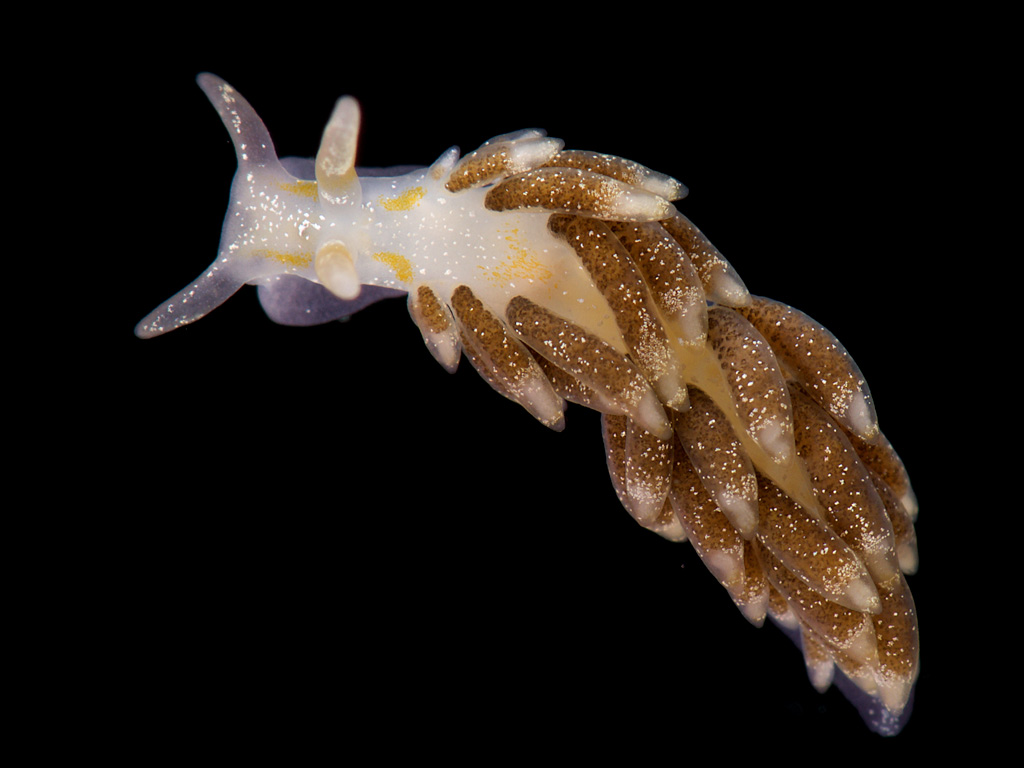
Cuthona foliata
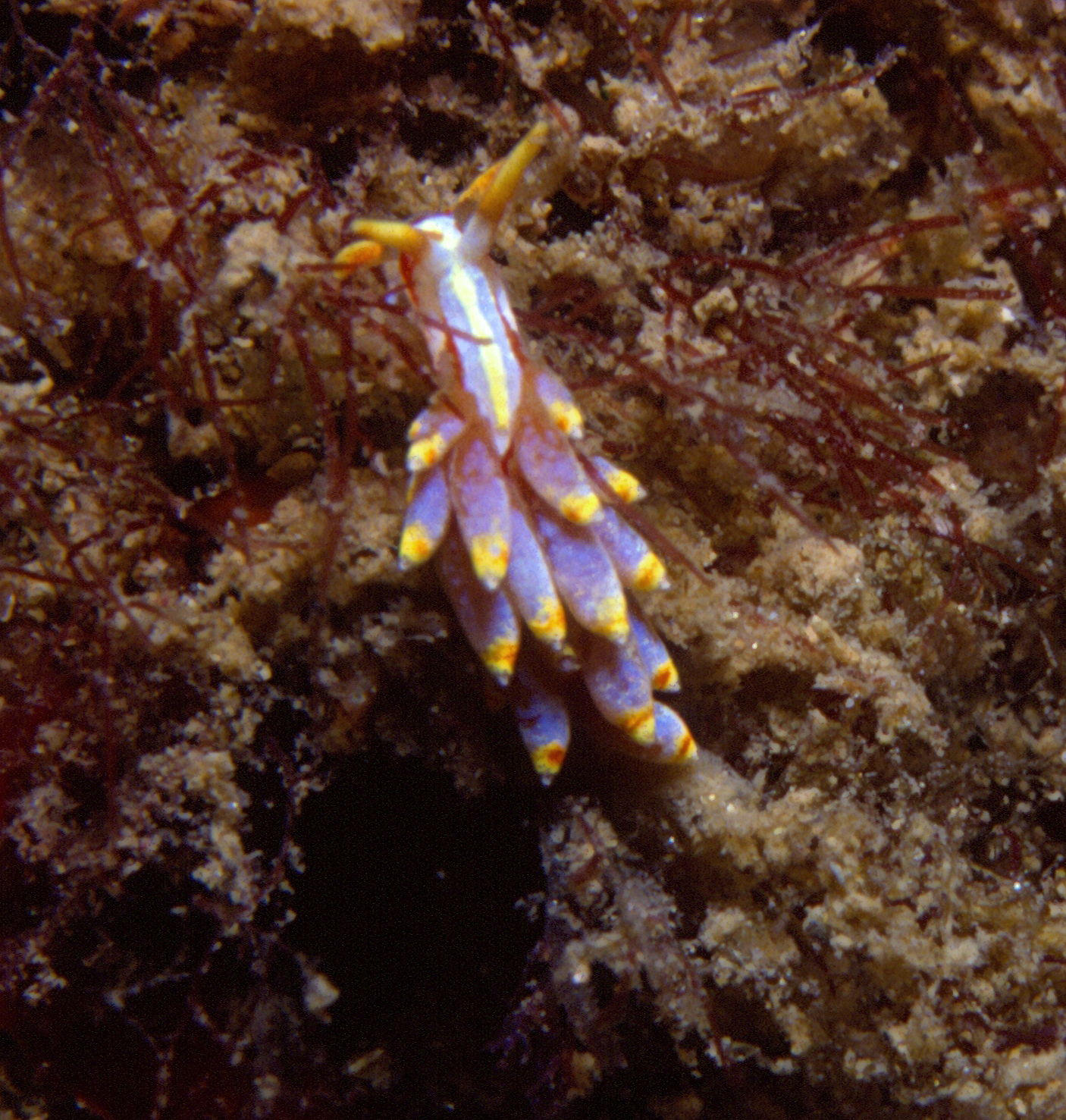
Cuthona genovae
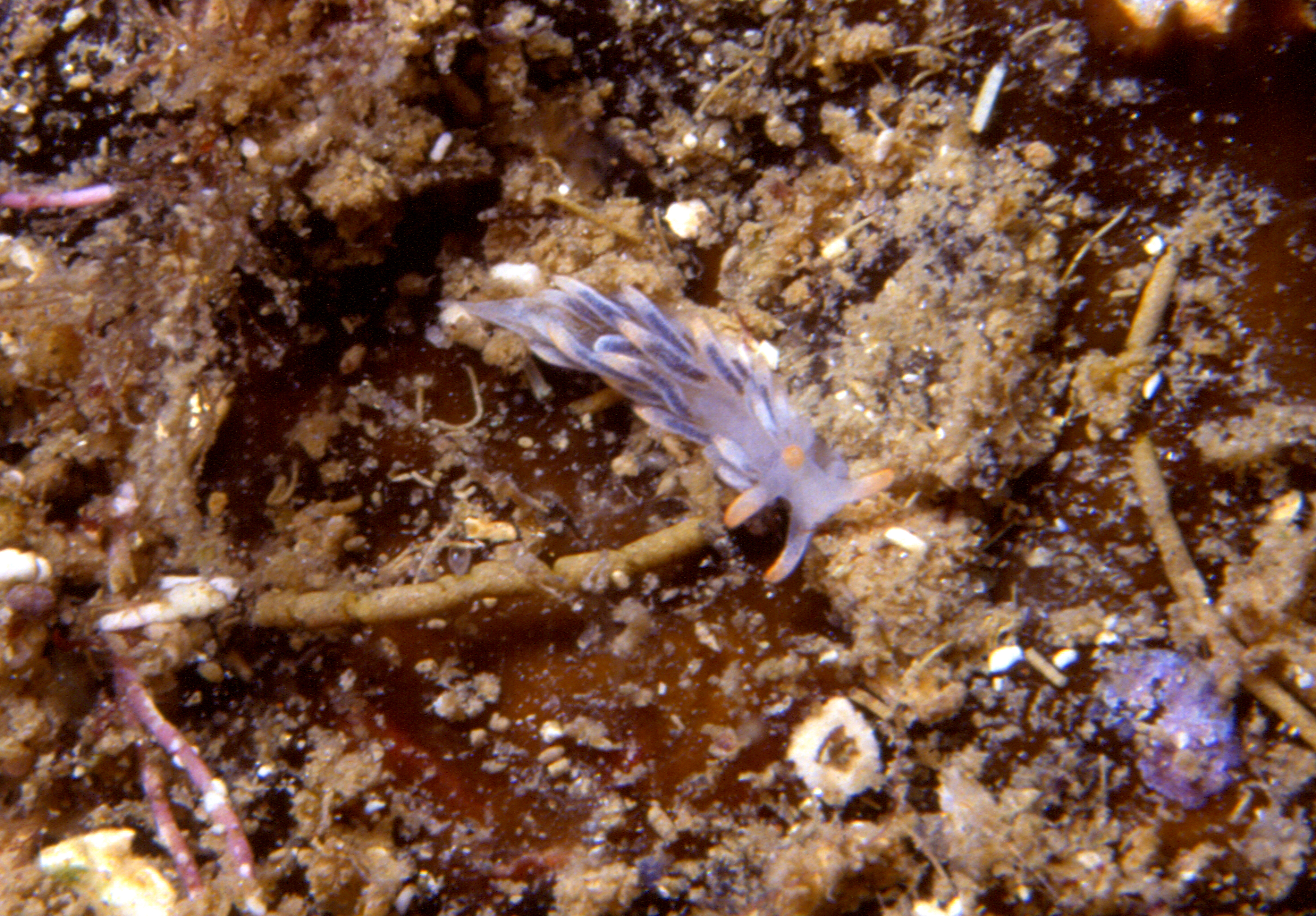
Cuthona granosa
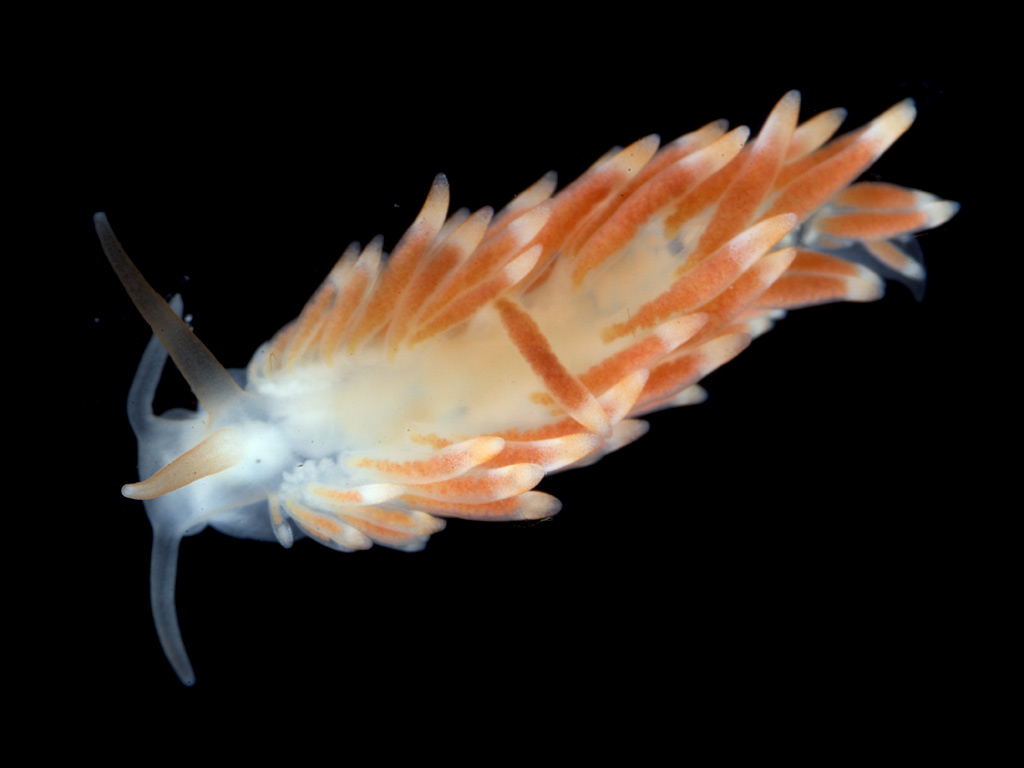
Cuthona gymnota
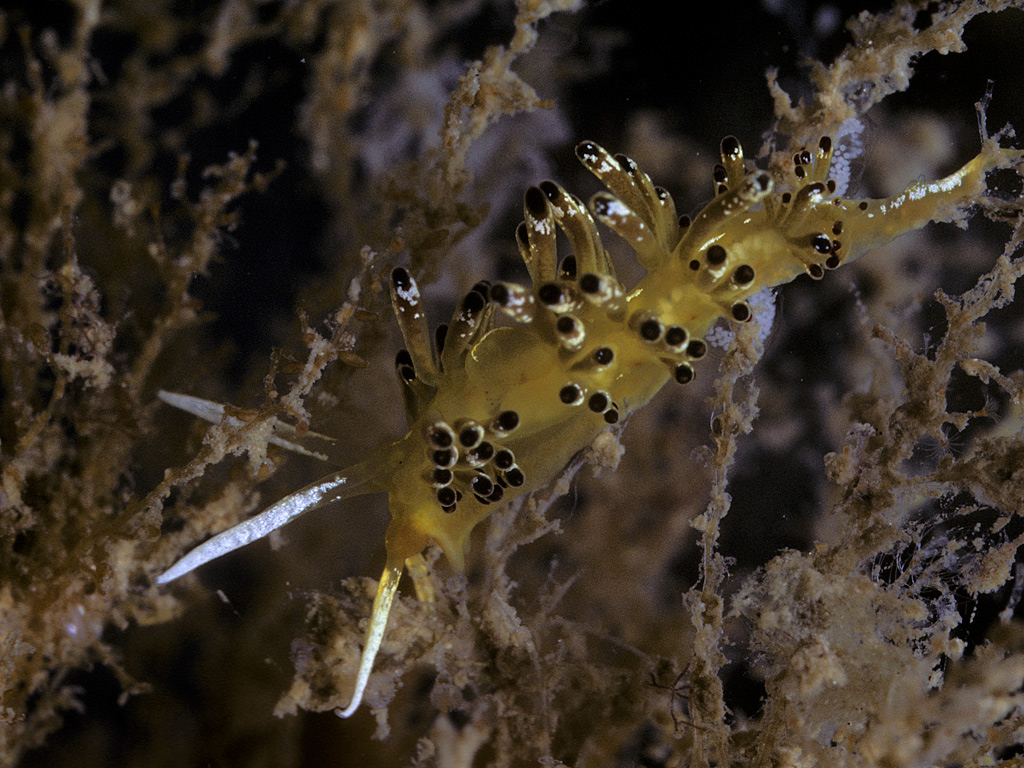
Cuthona ocellata
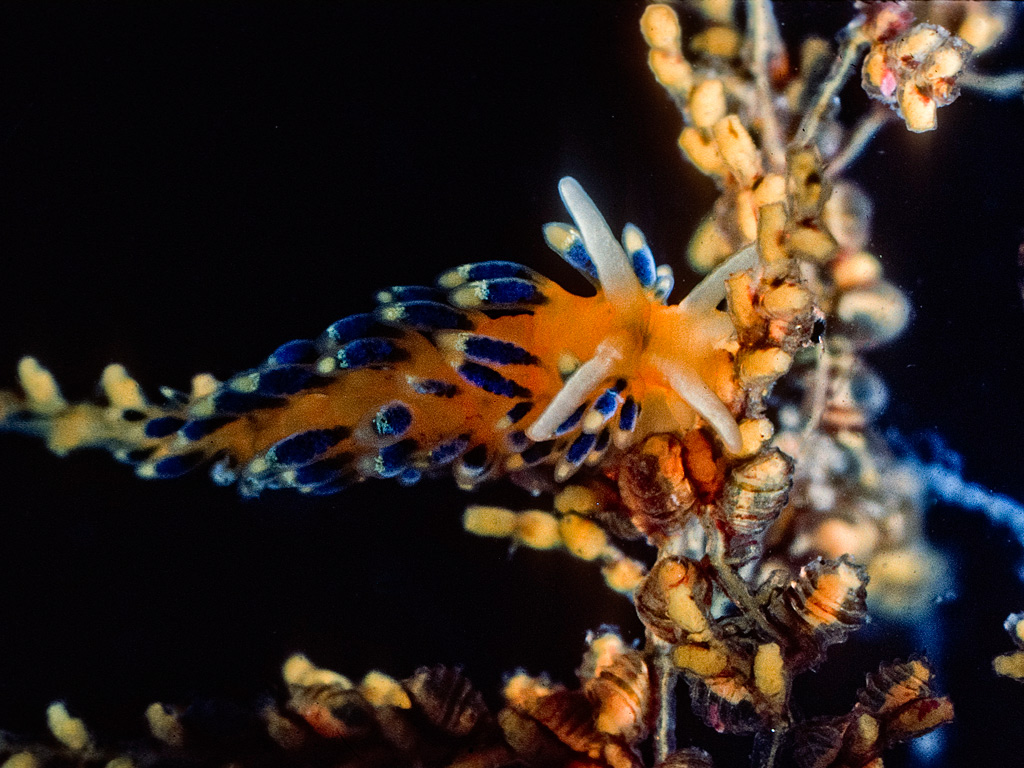
Cuthona ornata
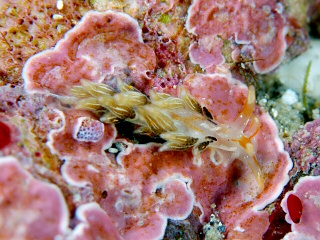
Cuthona puellula
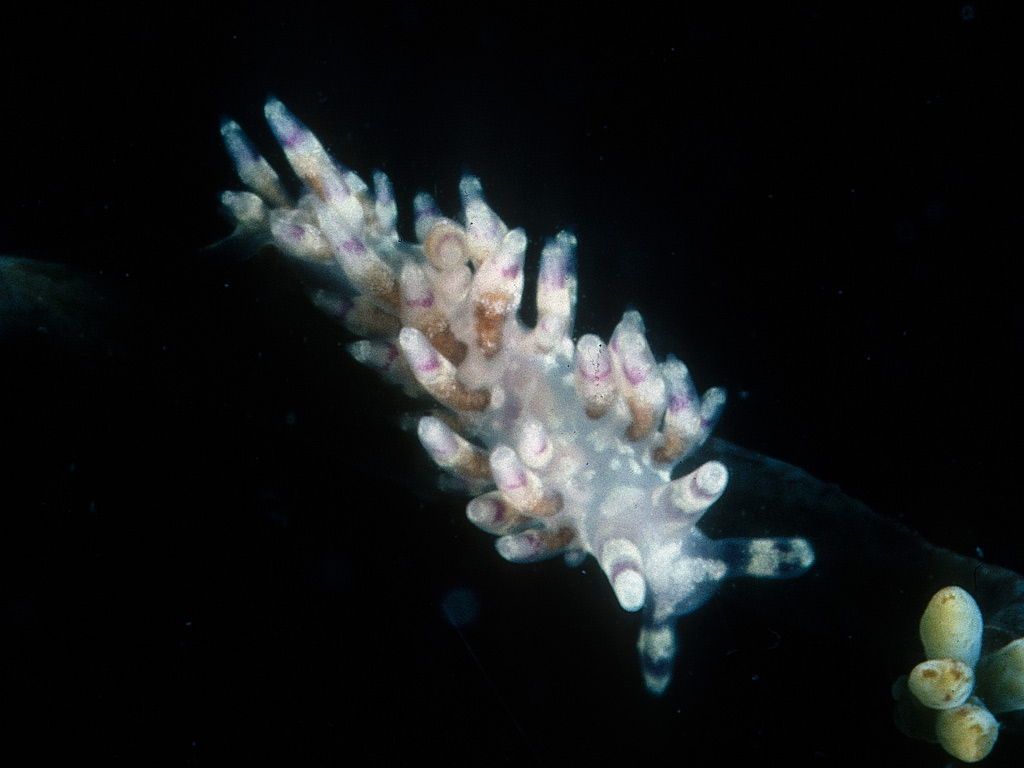
Cuthona purpureoanulata
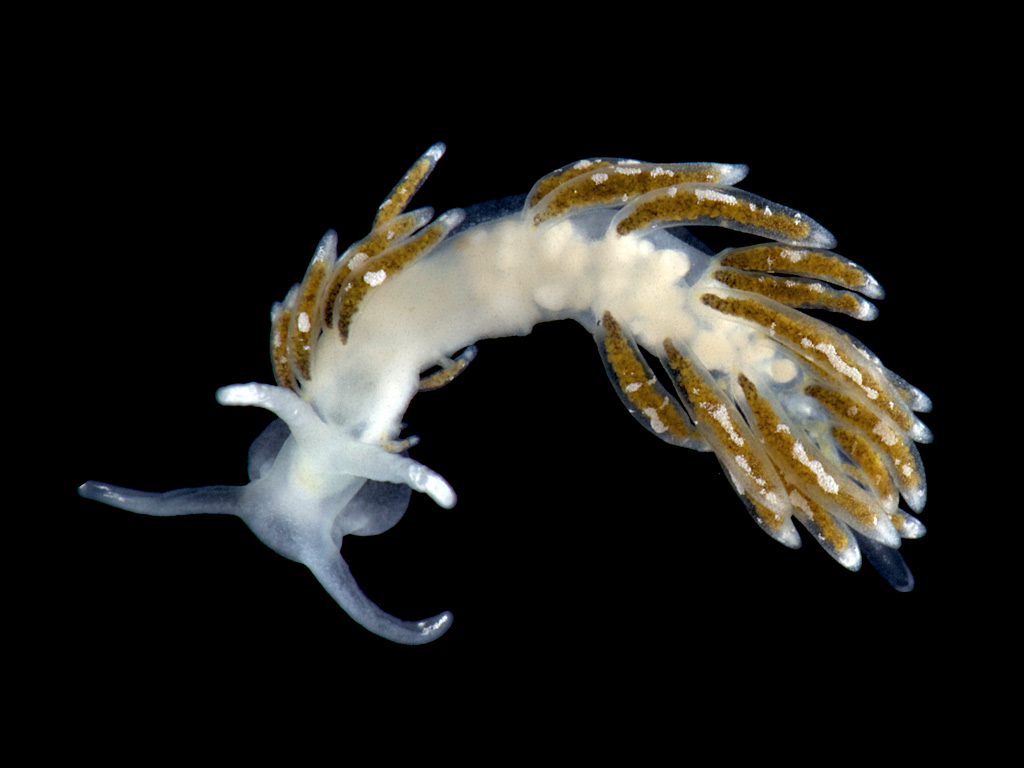
Cuthona pustulata
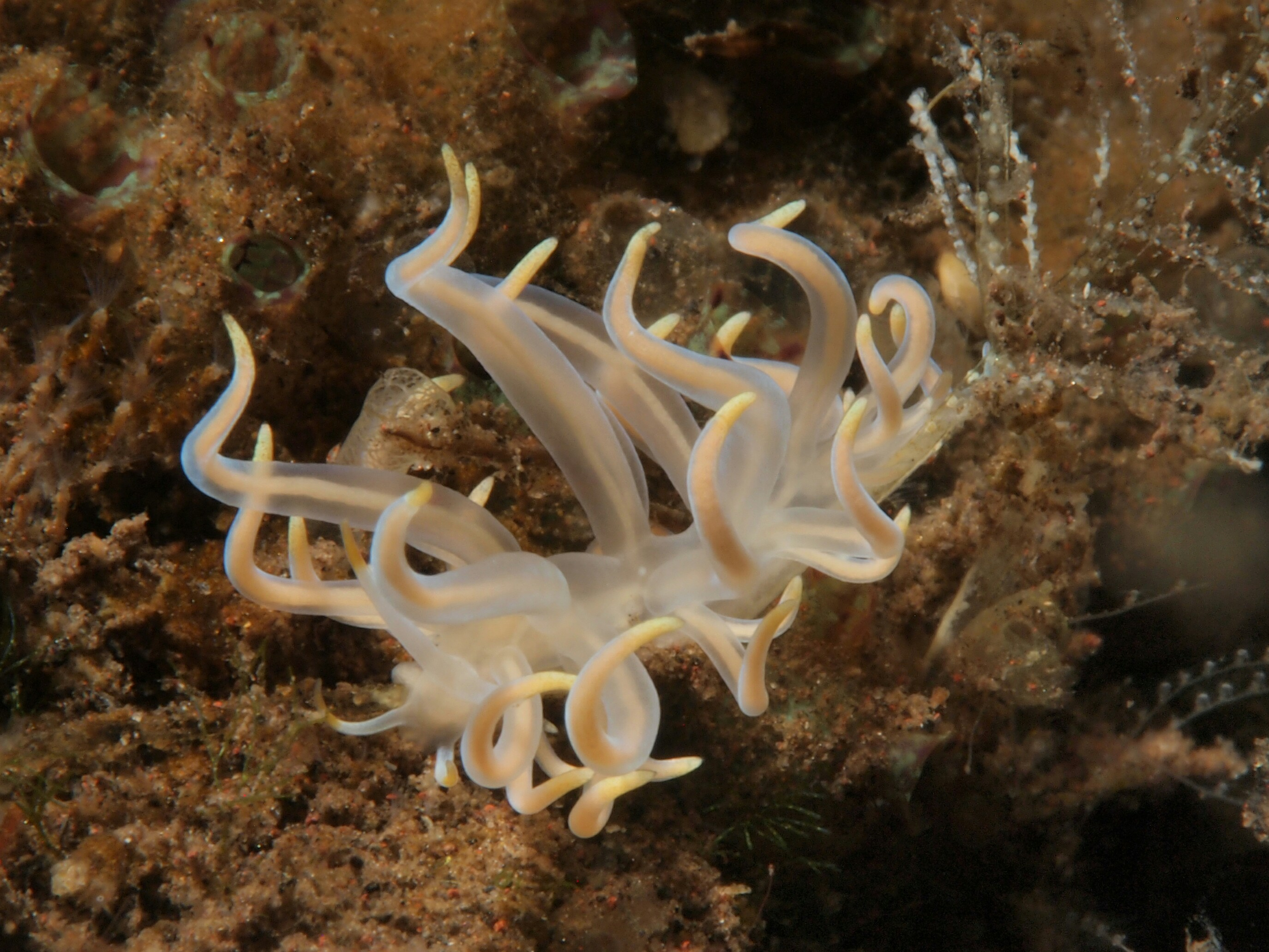
Cuthona rolleri
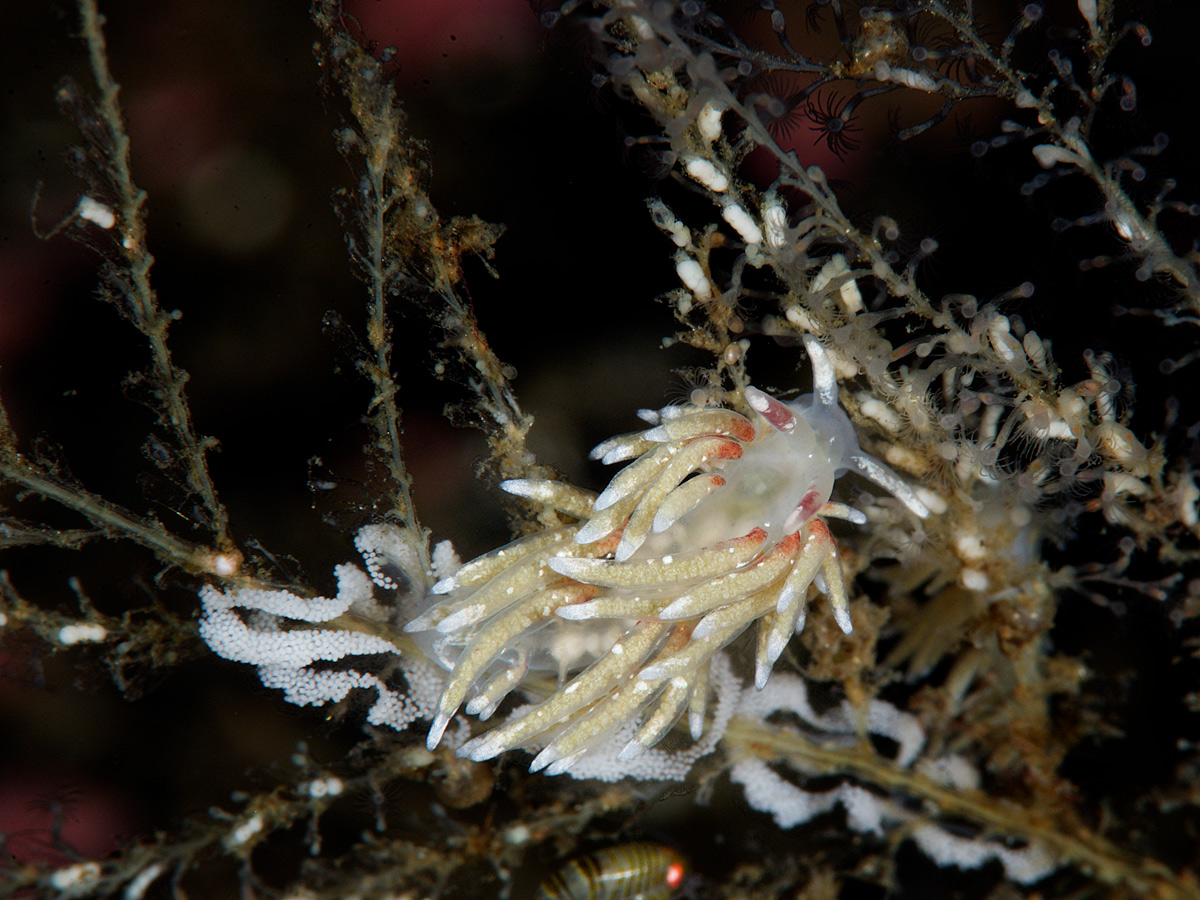
Cuthona rubescens
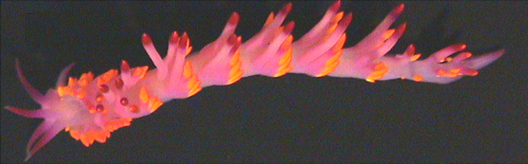
Cuthona sibogae
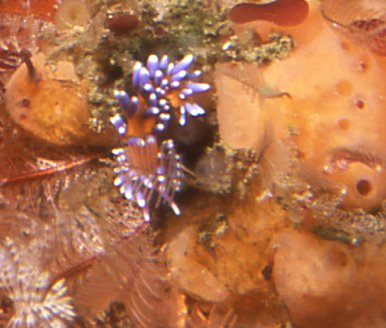
Cuthona speciosa
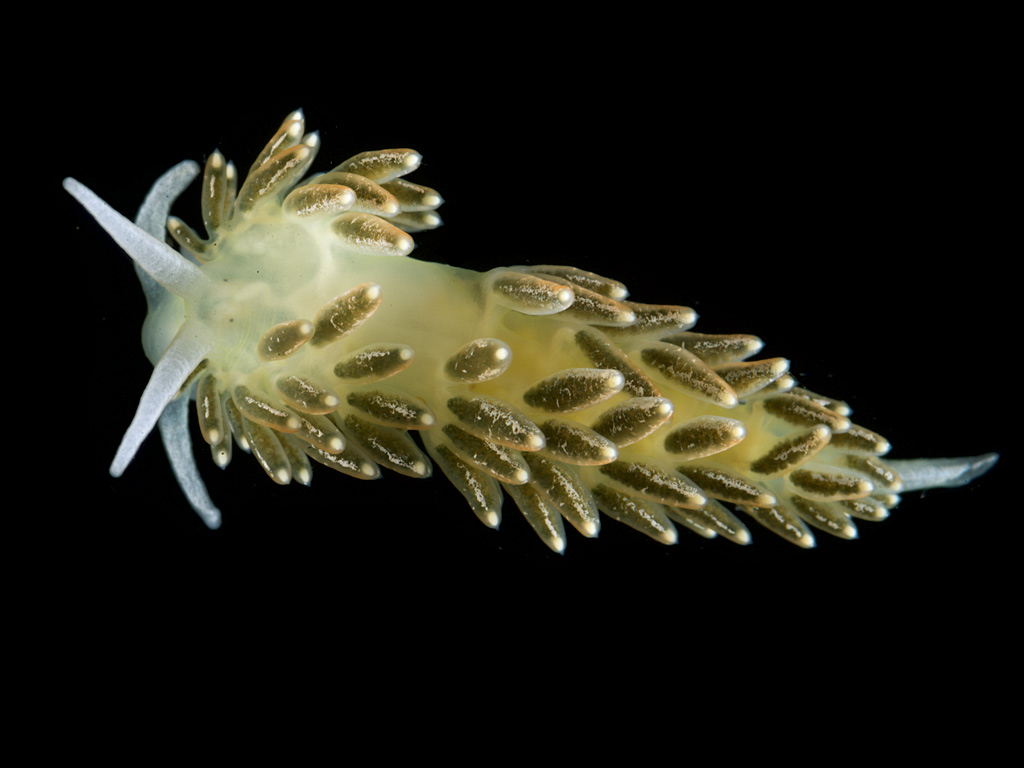
Cuthona viridis
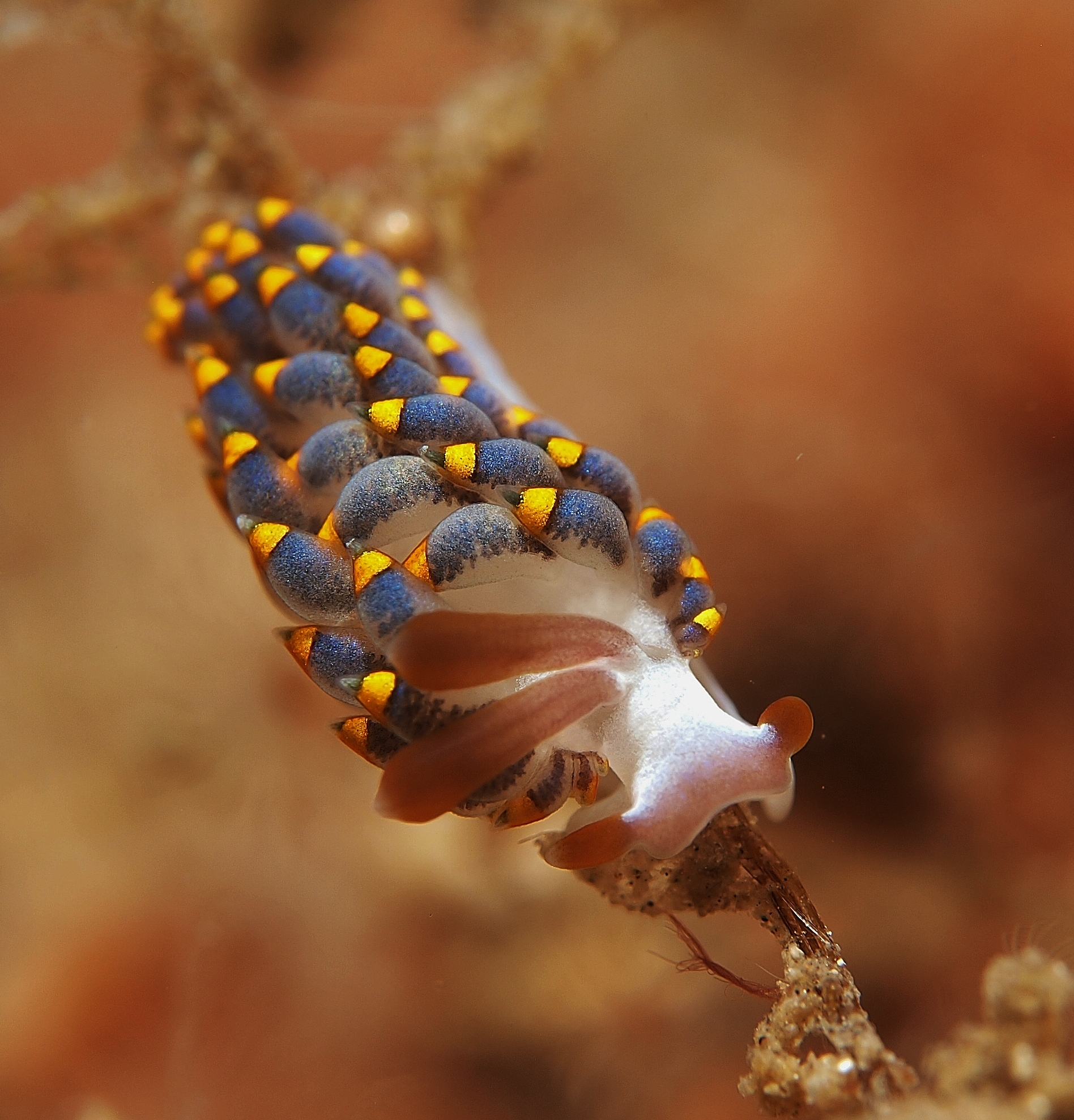
Cuthona yamasui

Especies cuyo nombre ha dejado de ser aceptado por sinonimia:
- Cuthona schraderi (Pfeffer in Martens & Pfeffer, 1886) aceptada como Guyvalvoria paradoxa (Eliot, 1907) (nomen dubium)
- Cuthona abyssicola (Bergh, 1884) aceptada como Cuthonella abyssicola Bergh, 1884
- Cuthona alpha Baba & Hamatani, 1963 aceptada como Trinchesia alpha (Baba & Hamatani, 1963)
- Cuthona bractea Burn, 1962 aceptada como Tularia bractea (Burn, 1962)
- Cuthona hiemalis Roginskaya, 1987 aceptada como Cuthonella hiemalis (Roginskaya, 1987)
- Cuthona japonica Baba, 1937 aceptada como Sakuraeolis japonica (Baba, 1937)
- Cuthona marisalbi Roginskaya, 1963 aceptada como Cuthona concinna (Alder & Hancock, 1843)
- Cuthona peregrina (Gmelin, 1791) aceptada como Cratena peregrina (Gmelin, 1791)
- Cuthona reflexa M. C. Miller, 1977 aceptada como Trinchesia reflexa (M. C. Miller, 1977)
- Cuthona stimpsoni A. E. Verrill, 1879 aceptada como Flabellina salmonacea (Couthouy, 1838)

## Morfología
El género se caracteriza por tener un par de tentáculos simples lineales a cada lado de la cabeza; el pie es amplio y tiene los ángulos anteriores redondeados; los rinóforos son lisos y tentaculares; las cerata, o branquias, están dispuestas muy juntas en hileras laterales del dorso; la rádula es uniseriada, con dientes que tienen un único dentículo mediano grande y varios dentículos más pequeños; el sistema reproductivo cuenta con una glándula penial adicional, y el pene puede tener, o no, una especie de estilete.

## Reproducción
Son ovíparos y hermafroditas simultáneos, que cuentan con órganos genitales femeninos y masculinos. No obstante, no pueden autofertilizarse, por lo que necesitan copular con otro individuo para ello. 
Los huevos eclosionan larvas planctónicas velígeras que, tras un periodo de unos 56 días, alcanzan un tamaño medio de 1.06 mm. La metamorfosis a la forma adulta dura entre 6 y 8 semanas. Y la maduración de los juveniles hasta alcanzar la madurez sexual y realizar la primera puesta de huevos, oscila entre 11 y 12 semanas.

## Alimentación
Son predadores carnívoros, alimentándose principalmente de hidrozoos, como el colonial Hydractinia echinata, del que los ejemplares adultos consumen entre 200-500 pólipos en un periodo de 24 horas, o Sertularella turgida, Sertularella quadridens, o ejemplares de Sarsia sp.
La especie Cuthona poritophages se alimenta exclusivamente de los pólipos de colonias de coral del género Porites.

## Hábitat y distribución
Estas pequeñas babosas marinas se distribuyen por los océanos Atlántico, Índico y Pacífico. Desde las costas de Oregón hasta Baja California, norte de Europa, Mediterráneo, y también en el Indo-Pacífico tropical.
Habitan aguas templadas y tropicales, reportándose un rango de profundidad entre 0,5 y 212 m, y en un rango de temperatura entre -1.28 y 16.40 °C.